# Червено, твърде червено
„Червено, твърде червено“ (на френски: Je vois rouge; на английски: I See Red People) е българско-френски документален филм от 2018 г. на режисьора Божина Панайотова.
Филмът е първият пълнометражен филм на Панайотова. Премиерата му е на Берлинале, където е включен в документалната панорама на фестивала. В България е прожектиран за първи път по време на XXII Международен София Филм Фест.

## Сюжет
Внимание:  Текстът по-долу разкрива сюжета на произведението (или части от него)!
Във филма e представeна семейната история на Божина Панайотова, която пристига в София през 2013 г. и започва да си води видео дневник. Впоследствие започва да задава въпроси на родителите си за Държавна сигурност и живота в България преди 1989 г.